# 深海のYrr
『深海のYrr』（しんかいのイール、原題: Der Schwarm）はドイツの作家フランク・シェッツィングによる長編海洋冒険小説。
取材に4年をかけ2004年にドイツで発表され、ドイツ国内で200万部を超えるベストセラーになり『ダ・ヴィンチ・コード』から首位を奪った。2008年4月に日本でも早川書房ハヤカワ文庫NVから北川和代の翻訳で全3巻（上中下）が出版された。

## あらすじ
ノルウェー海で発見された無数のゴカイが、海底でメタンハイドレートの層を掘り続けていることが海洋生物学者のヨハンソンより判明した。カナダ西岸ではクジラ等の群れが船を襲い、クジラの研究者のアナワクが調査を始めた。同じころ、世界各地でも猛毒のクラゲやバクテリア（フィエステリア）が潜むロブスターが猛威をふるった。
ヨハンソンとゴカイの調査を続けるボアマンがゴカイによる大陸斜面の崩壊を危惧したが時すでに遅く、ヨーロッパ北部の都市は30mを超える大津波によって壊滅した。ついにアメリカが立ち上がって世界中の科学者が女性司令官リーのもとに集められ、異常事態の原因の調査がはじまった。その矢先、フィエステリアを搭載したカニがアメリカの都市を襲う。
研究者たちの実験、研究の結果、異常行動をとった生物が、共通の物質「形のないゼラチン質」を持っていたことが判明。そして中東国による生物兵器テロ説など様々な憶測が飛び交う中、ヨハンソンは深海の知的単細胞生物「yrr」による攻撃だという理論を展開し、多くの賛同を得た。
その仮説を証明するために、一行はヘリ空母インディペンデンスに乗り込みグリーンランド海へ向かう。
一方、リーやCIA副長官ヴァンダービルトは、アメリカ合衆国、自らのために密かに計画を進めていた…。

## 主要登場人物
- シグル・ヨハンソン…ノルウェー工科大学の教授で海洋生物学者。
- レオン・アナワク…クジラの研究者。イヌイットの血が流れている。
- ゲーアハルト・ボアマン…海洋地球科学研究所ゲオマールの地球科学者。フロストには「ゲールラート」とテキサス訛で呼ばれる。モデルとなる同名の科学者が実在する。
- カレン・ウィーバー…海洋ジャーナリスト。
- ジャック・グレイウォルフ…本名ジャック・オバノン、先住民に憧れる。また、過去に海軍で軍用イルカのトレーニングをしていたが心臓疾患という名目で辞職。環境運動家としてデイヴィーズ・ホエーリングセンターを妨害していたが、アナワクの推薦でヘリコプター艦載の大型空母インディペンデンスに呼ばれイルカの訓練士としてふたたび活動する。
- アリシア・デラウェア…生物学専攻の女子大生。リシアと呼ばれる。アナワクの推薦で空母インディペンデンスに呼ばれる。
- サマンサ・クロウ…SETIの女性研究員。サムと呼称。同じくアナワクの推薦で空母インディペンデンスに呼ばれ、Yrrとコンタクトをとる。
- ジューディス・リー…アメリカ海軍司令官

## 邦訳
- 北川和代 訳『深海のYrr』 上、早川書房〈ハヤカワ文庫NV〉、2008年4月23日。ISBN 9784150411701。
北川和代 訳『深海のYrr』 中、早川書房〈ハヤカワ文庫NV〉、2008年4月23日。ISBN 9784150411718。
北川和代 訳『深海のYrr』 下、早川書房〈ハヤカワ文庫NV〉、2008年4月23日。ISBN 9784150411725。
  - 北川和代 訳『深海のYrr〔新版〕』 1巻、早川書房〈ハヤカワ文庫NV〉、2023年3月3日。ISBN 9784150415075。
北川和代 訳『深海のYrr〔新版〕』 2巻、早川書房〈ハヤカワ文庫NV〉、2023年3月3日。ISBN 9784150415082。
北川和代 訳『深海のYrr〔新版〕』 3巻、早川書房〈ハヤカワ文庫NV〉、2023年3月23日。ISBN 9784150415099。
北川和代 訳『深海のYrr〔新版〕』 4巻、早川書房〈ハヤカワ文庫NV〉、2023年3月23日。ISBN 9784150415105。

## 映画
2006年、ハリウッド女優ユマ・サーマンとドイツの映画プロデューサーたちが映画化権を購入し、2007年に映画化が発表された。脚本はテッド・タリー。